# 정난공신
1453년 어린 단종이 즉위하자, 왕의 숙부인 수양대군(首陽大君)은 왕위 찬탈을 목적으로 측근인 권람(權擥)·한명회(韓明澮) 등과 모의해 단종의 보좌 세력인 황보 인·김종서와 종친인 안평대군 등을 살해·제거하였다.수양대군은 황보 인·김종서 등 조정의 원로대신이 자기의 아우 안평대군을 중심으로 반역을 도모하므로, 자신이 이 역모를 미연에 탐지하고서 이들을 살해·제거해 국가의 위난을 평정했다고 주장하였다. 이 내용을 왕에게 아뢰고 이 거사에 가담·협력한 사람에게 공신의 책록을 요청하므로, 단종은 이 요청을 그대로 받아들여 정난공신(靖難功臣)의 칭호를 내려 이들을 표창하였다.

## 1등 공신
- 수양대군 이유(首陽大君 李瑈)
- 정인지(鄭麟趾)
- 한확(韓確)
- 박종우(朴從愚)
- 이사철(李思哲)
- 이계전(李季甸)
- 박중손(朴仲孫)
- 최항(崔恒)
- 권람(權擥)
- 한명회(韓明澮)
- 김효성(金孝誠)
- 홍달손(洪達孫)

## 2등 공신
- 권준(權儁)
- 신숙주(申叔舟)
- 윤사균(尹士畇)
- 양정(楊汀)
- 유수(柳洙)
- 유하(柳河)
- 봉석주(奉石柱)
- 홍윤성(洪允成)
- 곽연성(郭連城)
- 엄자치(嚴自治)
- 전윤(田昀)

## 3등 공신
- 이흥상(李興商)
- 이예장(李禮長)
- 성삼문(成三問)
- 김처의(金處義)
- 권언(權躽)
- 설계조(薛繼祖)
- 유사(柳泗)
- 강곤(康袞)
- 임자번(林自蕃)
- 유자황(柳自晃)
- 권경(權擎)
- 송익손(宋益孫)
- 홍순손(洪順孫)
- 최윤(崔潤)
- 유서(柳漵)
- 안경손(安慶孫)
- 한명진(韓明溍)
- 한서구(韓瑞龜)
- 이몽가(李蒙哥)
- 홍순로(洪純老)

성삼문은 이 거사에 가담하지 않았는데도 집현전 학사의 협력을 보이기 위해 강제로 공신으로 책록했으나, 1456년(세조 2) 단종 복위를 도모한 사건으로 훈호가 추탈되었다.